# Coppa Sabatini
La Coppa Sabatini (oficialmente:Gran Premio Città di Peccioli-Coppa Sabatini) es una carrera ciclista profesional que se disputa en Peccioli, en la provincia de Pisa, en la Toscana italiana. El nombre de la prueba es un homenaje a Giuseppe Sabatini (1915-1951), un ciclista italiano natural de Peccioli.
Se disputa ininterrumpidamente desde 1952 a excepción de 1977 cuando no se disputó. Desde la creación de los Circuitos Continentales UCI en 2005 formó parte del UCI Europe Tour, dentro de la categoría 1.1. En 2020 fue incluida en la recién creada UCI ProSeries bajo la categoría 1.Pro. Se disputa sobre una distancia de unos 200 km aproximadamente.
Pese a que no es una prueba de mucha relevancia en el panorama ciclista internacional, en ella se han impuesto grandes ciclistas como Bjarne Riis, Jan Ullrich, Gianni Bugno o Paolo Bettini.

## Palmarés
| Año                       | Ganador                  | Segundo                | Tercero               |
| ------------------------- | ------------------------ | ---------------------- | --------------------- |
| 1952                      | Primo Volpi              | Enzo Nannini           | Rino Angelini         |
| 1953                      | Primo Volpi              | Odino Bardarelli       | Dante Rivola          |
| 1954                      | Rino Benedetti           | Bruno Landi            | Bruno Tognaccini      |
| 1955                      | Angelo Miserocchi        | Luciano Morini         | Giuseppe Pintarelli   |
| 1956                      | Idrio Bui                | Guido Carlesi          | Lino Grassi           |
| 1957                      | Gianbattista Gabelli     | Giacomo Fini           | Vinicio Marsili       |
| 1958                      | Giuseppe Pardini         | Vinicio Marsili        | Franco Boschi         |
| 1959                      | Rino Benedetti           | Giuseppe Fallarini     | Graziano Battistini   |
| 1960                      | Graziano Battistini      | Cleto Maule            | Armando Casodi        |
| 1961                      | Dino Bruni               | Giuseppe Pardini       | Jos Hoevenaers        |
| 1962                      | Alfredo Sabbadin         | Ercole Baldini         | Luigi Maserati        |
| 1963                      | Dino Bruni               | Bruno Mealli           | Walter Leto           |
| 1964                      | Italo Zilioli            | Graziano Battistini    | Franco Bitossi        |
| 1965                      | Luciano Armani           | Graziano Battistini    | Ugo Colombo           |
| 1966                      | Franco Bitossi           | Luciano Armani         | Tomaso De Pra         |
| 1967                      | Michele Dancelli         | Franco Bitossi         | Luciano Armani        |
| 1968                      | Franco Bitossi           | Wladimiro Panizza      | Renato Laghi          |
| 1969                      | Romano Tumellero         | Gianfranco Bianchin    | Franco Mori           |
| 1970                      | Gösta Pettersson         | Patrick Sercu          | Mauro Simonetti       |
| 1971                      | Roberto Poggiali         | Adriano Amici          | Donato Giuliani       |
| 1972                      | Antoine Houbrechts       | Albert Van Vlierberghe | Enrico Maggioni       |
| 1973                      | Mauro Simonetti          | Roger de Vlaeminck     | Franco Bitossi        |
| 1974                      | Wilmo Francioni          | Donato Giuliani        | Franco Bitossi        |
| 1975                      | Giovanni Battaglin       | Celestino Vercelli     | Pierino Gavazzi       |
| 1976                      | Piero Spinelli           | Giacinto Santambrogio  | Wilmo Francioni       |
| 1977 edición no realizada |                          |                        |                       |
| 1978                      | Francesco Moser          | Giuseppe Saronni       | Franco Bitossi        |
| 1979                      | Leonardo Mazzantini      | Graziano Salvietti     | Carmelo Barone        |
| 1980                      | Gianbattista Baronchelli | Giuseppe Saronni       | Francesco Moser       |
| 1981                      | Claudio Bortolotto       | Giancarlo Casiraghi    | Alessandro Paganessi  |
| 1982                      | Giuseppe Saronni         | Pierino Gavazzi        | Francesco Moser       |
| 1983                      | Moreno Argentin          | Davide Cassani         | Marino Lejarreta      |
| 1984                      | Silvano Contini          | Pierino Gavazzi        | Claudio Corti         |
| 1985                      | Marino Amadori           | Acácio da Silva        | Marino Lejarreta      |
| 1986                      | Jean-François Bernard    | Janusz Kuum            | Marco Giovannetti     |
| 1987                      | Gianni Bugno             | Pierino Gavazzi        | Walter Magnago        |
| 1988                      | Claudio Corti            | Laurent Bezault        | Marco Votolo          |
| 1989                      | Maurizio Fondriest       | Antonio Fanelli        | Jürg Bruggmann        |
| 1990                      | Moreno Argentin          | Andreas Kappes         | Maurizio Fondriest    |
| 1991                      | Franco Chioccioli        | Stefano Colagè         | Franco Ballerini      |
| 1992                      | Stefano Zanini           | Andréi Chmil           | Simone Biasci         |
| 1993                      | Claudio Chiappucci       | Giorgio Furlan         | Piotr Ugriúmov        |
| 1994                      | Maurizio Fondriest       | Francesco Casagrande   | Claudio Chiappucci    |
| 1995                      | Davide Cassani           | Alessio Di Basco       | Stefano Colagè        |
| 1996                      | Bjarne Riis              | Gianni Faresin         | Claudio Chiappucci    |
| 1997                      | Andrea Tafi              | Alessandro Bertolini   | Davide Rebellin       |
| 1998                      | Emmanuel Magnien         | Michele Bartoli        | Davide Rebellin       |
| 1999                      | Dmitri Konyschew         | Marco Serpellini       | Mauro Zanetti         |
| 2000                      | Andréi Chmil             | Gianni Faresin         | Sergio Barbero        |
| 2001                      | Dmitri Konyschew         | Serge Baguet           | Paolo Bettini         |
| 2002                      | Paolo Bettini            | Andrea Ferrigato       | Ruggero Marzoli       |
| 2003                      | Paolo Bossoni            | Luca Paolini           | Mirko Celestino       |
| 2004                      | Jan Ullrich              | Franco Pellizotti      | Michael Boogerd       |
| 2005                      | Alessandro Bertolini     | Rinaldo Nocentini      | Mirko Celestino       |
| 2006                      | Giovanni Visconti        | Ruggero Marzoli        | Enrico Gasparotto     |
| 2007                      | Giovanni Visconti        | Fränk Schleck          | Mijailo Jalilov       |
| 2008                      | Mijailo Jalilov          | Filippo Pozzato        | Stefano Garzelli      |
| 2009                      | Philippe Gilbert         | Giovanni Visconti      | Leonardo Bertagnolli  |
| 2010                      | Riccardo Riccò           | Marco Marcato          | Leonardo Bertagnolli  |
| 2011                      | Enrico Battaglin         | Davide Rebellin        | Dani Moreno           |
| 2012                      | Fabio Duarte             | Miguel Ángel Rubiano   | Matteo Rabottini      |
| 2013                      | Diego Ulissi             | Andrea Pasqualon       | Davide Villella       |
| 2014                      | Sonny Colbrelli          | Mauro Finetto          | Franco Pellizotti     |
| 2015                      | Eduard Prades            | Maurits Lammertink     | Mauro Finetto         |
| 2016                      | Sonny Colbrelli          | Andrea Pasqualon       | Carlos Barbero        |
| 2017                      | Andrea Pasqualon         | Sonny Colbrelli        | Francesco Gavazzi     |
| 2018                      | Juanjo Lobato            | Sonny Colbrelli        | Gianni Moscon         |
| 2019                      | Alexéi Lutsenko          | Sonny Colbrelli        | Simone Velasco        |
| 2020                      | Dion Smith               | Andrea Pasqualon       | Aleksandr Ryabushenko |
| 2021                      | Michael Valgren          | Sonny Colbrelli        | Mathieu Burgaudeau    |
| 2022                      | Daniel Felipe Martínez   | Odd Christian Eiking   | Guillaume Martin      |
| 2023                      | Marc Hirschi             | Pavel Sivakov          | Tadej Pogačar         |
| 2024                      | Marc Hirschi             | Gregor Mühlberger      | Anders Foldager       |

## Palmarés por países
| País          | Victorias |
| ------------- | --------- |
| Italia        | 52        |
| Bélgica       | 3         |
| Francia       | 2         |
| Rusia         | 2         |
| España        | 2         |
| Dinamarca     | 2         |
| Colombia      | 2         |
| Suiza         | 2         |
| Alemania      | 1         |
| Suecia        | 1         |
| Ucrania       | 1         |
| Kazajistán    | 1         |
| Nueva Zelanda | 1         |

## Estadísticas
Los corredores con más victorias en esta prueba que han sido capaces de imponerse en dos ocasiones son:
- Primo Volpi
- Rino Benedetti
- Dino Bruni
- Franco Bitossi
- Moreno Argentin
- Maurizio Fondriest
- Dmitri Konyshev
- Giovanni Visconti
- Sonny Colbrelli
- Marc Hirschi